# ボルダ・カルノー方程式
ボルダ・カルノー方程式（英: Borda-Carnot equation）は、流体力学において流れの急拡大による流体のエネルギー損失を表す経験式である。損失によって全水頭がどの程度減少するかを記述する。これは、全水頭が流線に沿って一定である（不可逆損失のない）散逸のない流れに対するベルヌーイの式とは対照的である。この名称はジャン＝シャルル・ド・ボルダとラザール・カルノーにちなんで名付けられた。
この式は開水路の流れおよび配管内の流れの両方に適用できる。不可逆的なエネルギー損失が無視できる流れの部分ではベルヌーイの定理が代わりに使用される。

## 定式化
ボルダ・カルノー方程式は次式である：
{\displaystyle \Delta E=\xi \,{\frac {\rho }{2}}\,(v_{1}-v_{2})^{2},}
ただし
- ΔE は流体のエネルギー損失
- ξ は無次元の経験的な損失係数。0 ≤ ξ ≤ 1 の値をとる。
- ρ は流体の密度
- v1, v2 は拡大前と拡大後の平均流速

大きく急拡大する場合、損失係数 ξ は 1 になる。その他の場合、損失係数は他の手段、一般的には実験で得られたデータに基づく経験式で決定する必要がある。ボルダ・カルノー方程式は速度が減少する（v1 > v2）場合にのみ有効である。それ以外の場合、損失 ΔE は 0 である。つまり追加の外力による機械的仕事がなければ、流体のエネルギーの増加はあり得ない。
損失係数 ξ は流線の影響を受けることがある。例えばディフューザーを使用して配管径を徐々に拡大するとエネルギー損失を減らすことができる。

## 全水頭とベルヌーイの定理との関係
ボルダ・カルノー方程式により、ベルヌーイの式の定数は減少する。非圧縮性流れの場合、結果は次のようになる：位置1の下流に位置2がある場合、流線に沿って
{\displaystyle p_{1}+{\tfrac {1}{2}}\rho v_{1}^{2}+\rho gz_{1}=p_{2}+{\tfrac {1}{2}}\rho v_{2}^{2}+\rho gz_{2}+\Delta E,}
ただし
- p1, p2 は位置1, 2の圧力
- z1, z2 は（ある基準位置から測った）高さ
- g は重力加速度

両辺にある最初の 3 つの項はそれぞれ圧力、流体の運動エネルギー密度、重力による位置エネルギー密度である。圧力は実質的にポテンシャルエネルギーの形態として作用することが分かる。
高圧配管の流れの場合、重力の影響を無視でき、ΔE は Δ(p + ρv2/2) に等しくなる。すなわち
{\displaystyle \Delta E=\Delta \left(p+{\tfrac {1}{2}}\rho v^{2}\right).}
開水路流れの場合、ΔE は総損失水頭 ΔH と次のように関係する：
{\displaystyle \Delta E=\rho g\Delta H,}
ただし H は全水頭
{\displaystyle H=h+{\frac {v^{2}}{2g}},}
h は水頭（基準面から水面までの高さ）：{\displaystyle h=z+p/(\rho g)}。

## 例

### 急拡大する配管

急拡大する配管

ボルダ・カルノー方程式は、水平配管の急拡大部を通る流れに適用される。拡大部の上流にある断面1での平均流速を v1、圧力を p1、断面積を A1 とする。断面2（拡大部および剥離流の領域よりかなり下流）での対応する量をそれぞれ v2, p2 および A2 とする。拡大部では流れが剥離し、エネルギー損失を伴う乱流循環流領域が発生する。この急拡大による損失係数 ξ はほぼ 1 に等しい：ξ ≈ 1.0。流体の密度 ρ を一定と仮定すると、質量保存則により断面1と断面2のそれぞれを通る体積流量は等しくなる：
{\displaystyle A_{1}\,v_{1}\,=A_{2}\,v_{2}}     すなわち     {\displaystyle v_{2}\,=\,{\frac {A_{1}}{A_{2}}}\,v_{1}.}
その結果、ボルダ・カルノー方程式により、この急拡大におけるエネルギー損失は次のようになる：
{\displaystyle \Delta E\,=\,{\frac {1}{2}}\,\rho \,\left(1\,-\,{\frac {A_{1}}{A_{2}}}\right)^{2}\,v_{1}^{2}.}
対応する全水頭損失 ΔH は次のようになる：
{\displaystyle \Delta H\,=\,{\frac {\Delta E}{\rho \,g}}\,=\,{\frac {1}{2\,g}}\,\left(1\,-\,{\frac {A_{1}}{A_{2}}}\right)^{2}\,v_{1}^{2}.}
ξ = 1 の場合、2か所の断面間の運動エネルギーの総変化が消散する。その結果、両方の断面間の圧力変化は次のようになる (重力の影響がない水平配管の場合)：
{\displaystyle \Delta p\,=\,p_{1}\,-\,p_{2}\,=\,-\,\rho \,{\frac {A_{1}}{A_{2}}}\left(1\,-\,{\frac {A_{1}}{A_{2}}}\right)\,v_{1}^{2},}
そして水頭 h = z + p/(ρg) の変化は次のようになる：
{\displaystyle \Delta h\,=\,h_{1}\,-\,h_{2}\,=\,-\,{\frac {1}{g}}\,{\frac {A_{1}}{A_{2}}}\left(1\,-\,{\frac {A_{1}}{A_{2}}}\right)\,v_{1}^{2}.}
ここで右辺の先頭にあるマイナス記号は圧力（および水頭）が配管の拡大後に大きくなることを意味する。配管拡大の直前と直後の圧力（および水頭）のこの変化がエネルギー損失に対応することは、ベルヌーイの定理の結果と比較すると明らかになる。散逸のないこの定理によれば、流速の低下はエネルギー損失を伴う今回のケースで見られるよりもはるかに大きな圧力の増加と関連している。

### 配管の急収縮

配管径の急収縮部を通る流れ。断面3付近に剥離泡が発生する。

配管径が急収縮する場合、流れは急に曲がる配管形状に沿いながら細い配管に流れ込むことができない。その結果、流れの剥離が生じ、細い配管の入口に再循環する剥離領域が形成される。主流は、剥離した流れ領域の間で収縮し、その後再び拡大して配管領域全体に広がる。
収縮前の断面1と主流が最も収縮する断面3（縮流部）との間では水頭損失はあまりない。しかし、断面3から断面2への流れの拡大では、かなりの損失がある。これらのヘッドロスは収縮係数 μ を使用してボルダ・カルノー方程式で表すことができる：
{\displaystyle \mu \,=\,{\frac {A_{3}}{A_{2}}},}
ただし A3 は主流が最も収縮する位置3の断面積、A2 は配管の狭い方の断面積である。A3 ≤ A2 なので、収縮係数は 1 未満である：μ ≤ 1。ここでも質量保存則が成り立つため、3か所の断面の体積流束は一定である（流体の密度 ρ が一定の場合）：
{\displaystyle A_{1}\,v_{1}\,=\,A_{2}\,v_{2}\,=\,A_{3}\,v_{3},}
ただし v1, v2, v3 は対応する断面の平均流速である。ボルダ・カルノー方程式（損失係数 ξ = 1）により、流体の単位体積あたりのエネルギー損失 ΔE は配管の収縮によって次のように表される：
{\displaystyle \Delta E\,=\,{\frac {1}{2}}\,\rho \,\left(v_{3}\,-\,v_{2}\right)^{2}\,=\,{\frac {1}{2}}\,\rho \,\left({\frac {1}{\mu }}\,-\,1\right)^{2}\,v_{2}^{2}\,=\,{\frac {1}{2}}\,\rho \,\left({\frac {1}{\mu }}\,-\,1\right)^{2}\,\left({\frac {A_{1}}{A_{2}}}\right)^{2}\,v_{1}^{2}.}
対応する全水頭損失 ΔH は ΔH = ΔE/(ρg) で計算できる。
ワイスバッハの測定によれば、鋭い角をもつ収縮部の収縮係数はおおよそ次の通りである：
{\displaystyle \mu \,=\,0.63\,+\,0.37\,\left({\frac {A_{2}}{A_{1}}}\right)^{3}.}

## 急拡大に対する運動量バランスからの導出
配管の急拡大については、上図に示すように、質量と運動量の保存則からボルダ・カルノー方程式を導くことができる。断面積 A を通過する（配管軸に平行な運動量成分に対する）運動量流束 Sは、オイラー方程式によれば次のようになる：
{\displaystyle S=A\,\left(\rho \,v^{2}+p\right).}
拡大部のすぐ上流の断面1と、流れが（拡大部で剥離した後）配管壁に再び付着する場所の下流の断面2、および配管壁によって囲まれたコントロールボリュームの質量と運動量の保存について考える。流入部によるコントロールボリュームの運動量増加 S1 があり、流出部による運動量減少 S2 がある。さらに拡大部の壁 (配管軸に垂直) によって流体に及ぼされる圧力による力
{\displaystyle F=(A_{2}-A_{1})\,p_{1}}
の寄与もある。ここで圧力は近くの上流圧力 p1 に等しいと仮定している。
これらの寄与を加えるとコントロールボリュームの運動量バランスは次のようになる：
{\displaystyle S_{1}-S_{2}+F=A_{1}\,\left(\rho \,v_{1}^{2}+p_{1}\right)-A_{2}\,\left(\rho \,v_{2}^{2}+p_{2}\right)+(A_{2}-A_{1})\,p_{1}=0.}
その結果、質量保存則より ρA1v1 = ρA2v2 となるため、
{\displaystyle \Delta p=p_{1}-p_{2}=-\rho \,\left({\frac {A_{1}}{A_{2}}}\,v_{1}^{2}-v_{2}^{2}\right)=-\rho \,{\frac {A_{1}}{A_{2}}}\,\left(1-{\frac {A_{1}}{A_{2}}}\right)\,v_{1}^{2},}
は上記の例で現れる圧力降下 Δp と一致する。
エネルギー損失 ΔE は
{\displaystyle {\begin{aligned}\Delta E&=\left(p_{1}+{\tfrac {1}{2}}\,\rho \,v_{1}^{2}\right)-\left(p_{2}+{\tfrac {1}{2}}\,\rho \,v_{2}^{2}\right)\\&=\Delta p+{\tfrac {1}{2}}\,\rho \,\left(v_{1}^{2}-v_{2}^{2}\right)\\&=-\rho \,v_{2}\,\left(v_{1}-v_{2}\right)+{\tfrac {1}{2}}\,\rho \,\left(v_{1}^{2}-v_{2}^{2}\right)\\&={\tfrac {1}{2}}\,\rho \,\left(v_{1}-v_{2}\right)^{2}\end{aligned}}}
となる。これはボルダ・カルノー方程式（ξ = 1）である。